# 紅色閃電
《紅色閃電》（日语：レッドスプライト）是日本漫畫家屋宜知宏創作的科學奇幻少年漫畫，從《週刊少年Jump》2016年39號連載到52號，全14話。作品前身為刊登在《少年Jump NEXT!》2015 vol.3上的同名短篇。本作是屋宜知宏的第二部連載作品。

## 故事大綱
從地底深處挖掘出的化石燃料「雷髓」，取代煤炭及蒸汽設備等能源，使這個世界蓬勃地發展。
在愛迪尼亞國邊境的孤兒院中，住著以達茲·弗拉姆特為首的七個孩子以及他們的老師。某日孤兒院被愛迪尼亞國軍方襲擊，孩子們被軍人抓走，只有達茲因老師的捨命救助而逃過一劫，並得知孤兒們實際上是在這個國家被當成電池資源來消耗的「雷髓人」，並不被視為人類看待。
六年後，有所成長的達茲·弗拉姆特襲擊軍隊，不但奪走飛船「技術比爾號」並救助雷髓人奴隸，更駕船闖入愛迪尼亞國的軍隊遊行，向全世界宣布將建立雷髓人的獨立國家「瑪格尼亞」。為了救出當年所有的同伴，達茲率領雷髓人們踏上了旅程。

## 登場人物

### 孤兒院
達茲·弗拉姆特
本作主角，被軍方特別調整過的七名雷髓人實驗體小孩之一，能夠藉由消耗體內的大量電力來發揮超乎常人的身體能力，移動時殘影宛如一道紅色閃電。
黑髮紅眼，身著深藍色軍服，持有配劍「達茲一文字」。個性十分孩子氣，但在部下面前會刻意裝作成熟的大人。自稱是雷髓人的「大將」。
第一人稱是「小生」，放鬆時或在熟人面前會使用「我」（俺）。
莫諾
被軍方特別調整過的七名雷髓人實驗體小孩之一，特徵是遠勝於其他孤兒及普通雷髓人的龐大電力輸出，僅靠自己一人便能驅動戰艦。
性格自卑畏縮、白色短髮的中性少女。在劇情中從未正式揭露過其性別（似乎連達茲也不知道），直到單行本附錄才確認是女性。
在軍方襲擊的前幾天才來到孤兒院，因此與其他孩子們比較不熟，在達茲的幫助下才總算與大家打成一片。六年後被軍方當作戰艦「格雷特·阿特拉斯」號的電池，在軍隊遊行中被達茲救出，成為瑪格尼亞的一員。
在單行本結局以成年姿態出現，身著修女服，似乎成為了新的孤兒院的老師。
杜蘭
孤兒院的年輕老師，被孩子們當作父親一般仰慕，臉上有大面積的燒傷疤痕。
原本也是雷髓人，被孤兒們的父親救助並得到了自由，因此發誓無論如何都要救下他們的孩子。
在軍隊襲擊孤兒院時救下達茲，將體內殘存的電力傳給達茲後死去。
艾爾弗雷德·馬奇斯
被軍方特別調整過的七名雷髓人實驗體小孩之一，屬於磁力型的雷髓人，利用磁力驅使比自己大上數十倍的鐵塊來戰鬥。
孤兒當中公認的「哥哥」，性格認真死板，責任心強。
五年前自力逃出軍方的研究室，之後被鄰國納比恩王國收留，一直以來都作為王國士兵與愛迪尼亞作戰。在得知瑪格尼亞的起義後陷入兩難，不願意拋下王國的大家去跟達茲等人會合，也認為沒去尋找同伴的自己沒有與他們會面的資格。最後在瑪格尼亞的幫助下守住了王國，也與達茲重新和好。
提歐道爾·卡庫曼
被軍方特別調整過的七名雷髓人實驗體小孩之一，白色捲髮的活潑少年。曾與達茲爭奪「大將」的資格。
六年後仍被囚禁於某處，臉上滿是傷疤，身上連通大量管線。
蘿拉·盧布蘭
被軍方特別調整過的七名雷髓人實驗體小孩之一，金髮黑膚的少女。
六年後仍被囚禁於某處，坐著輪椅。
尼庫萊·昂多雷比奇·勃洛金
被軍方特別調整過的七名雷髓人實驗體小孩之一，黑色蓬鬆頭髮。
六年後一隻手臂被換成了機械手臂，似乎已經自力逃脫。
雷布西特·卡納比希
被軍方特別調整過的七名雷髓人實驗體小孩之一。紅色短髮，總是一副怒氣沖沖的模樣。六年後仍被囚禁於某處。

### 瑪格尼亞
由達茲·弗拉姆特建立，屬於雷髓人的獨立國家。沒有地面國土，唯一的根據地是空中戰艦「紅色閃電號」。
詹姆斯·蘭多夫博士
原為愛迪尼亞的研究者，發明了技術比爾號的隱匿設備，私底下並不認同軍方將雷髓人視為消耗資源的方針。
在達茲奪取技術比爾號時正巧也在船上，從此便成了瑪格尼亞的俘虜。嘴上總是抱怨連連，但仍會為瑪格尼亞提供技術援助。
在單行本結局時仍待在紅色閃電號上，臉上多了皺紋，抱怨要將這十年來受到的不人道待遇寫成書出版。
法爾
紅色閃電號的舵手，原本是為技術比爾號提供能源的雷髓人之一，由於懂得操作船艦而被達茲任命為舵手。
金髮側馬尾的年輕女子，妹妹似乎是愛迪尼亞的軍人。
加奈特
紅色閃電號的船員，原本是為技術比爾號提供能源的雷髓人之一，負責確認貨物及盤問俘虜。
一臉兇相的光頭青年，是船上最常與達茲唱反調的人，但兩人感情其實不錯。

### 納比恩王國
愛迪尼亞的鄰國，距今千年多前建立的半島國家。在大航海時代曾藉著優秀的地理位置盛極一時，但在雷髓促成能源革命後逐漸落後，現在只是個即將被愛迪尼亞滅國的封閉國家。
貝雅特莉克絲·艾爾托利屋斯·納比恩
納比恩女王，王國有史以來最年輕的統治者。壞心眼的11歲小女孩，擁有不符年齡的政治素養及智慧。第一人稱是「妾身」。
9歲時父王被愛迪尼亞處決，身為王室僅存的最後一人而繼承了王位。面對愛迪尼亞的侵略，認清了王國將亡的現實，打算交出自己的人頭以中止戰爭。
薩·傑爾曼
納比恩王國將軍，不苟言笑的老人。五年前收留了艾爾弗雷德，將他視如己出。
不希望艾爾弗雷德為了王國送命，要求艾爾弗雷德放棄即將滅亡的王國，去與瑪格尼亞會合。

## 用語
雷髓
從地底深處的化石中採集到的燃料，為現今全世界主要的動力來源。藉由雷髓發電，可以產生比煤炭和蒸汽設備更強力的能源。
由於雷髓是從數萬年前的化石採集而來，當中蘊藏的能源已經劣化。然而不知道為什麼，只要在活人體內注射雷髓，並在手中埋入電極，從中提取的電力就會是原本的數倍到數千倍。
雷髓人
愛迪尼亞國軍方持續研究如何提煉雷髓能量，最後得到了「將雷髓埋入人體，再把人類當成電池來使用」的答案。傑出的雷髓人只要兩到三具就足夠驅使戰艦。
雷髓人被軍方視為家畜、奴隸看待，而一般市民大多不曉得雷髓人的存在。
飛船
這個世界最主要的交通工具之一，雷髓文明的象徵。隨著雷髓技術的的進步，發明了能夠運用磁力使船飛上天空的螺旋引擎。即使是龐大的船身也能夠在空中航行。
從軍方的巨型戰艦到民用載客貨船，應用範圍極廣。
紅色閃電號
原名「技術比爾號」，愛迪尼亞國軍方的航空潛艦。可以藉由將雲朵纏繞在船身來遮掩形體，也能隔絕船內雷髓人發出的電磁波訊號，故不會被軍用雷達探測到。
被達茲奪走後改為現名，被視為是雷髓人國家「瑪格尼亞」的根據地及國土。
瑪格尼亞
原本是童話及神話中出現的虛構島嶼，據說是一座飄浮在空中、被雲圍繞的島嶼，因此很難被找到。
達茲曾經和孤兒們約好要一起開飛船去找這座島。之後被達茲用來替雷髓人的國家命名。

## 出版書籍
| 卷數 | 集英社 | 集英社         | 集英社                 | 青文出版社 | 青文出版社    | 青文出版社             |
| 卷數 | 副標題 | 發售日期       | ISBN                   | 副標題     | 發售日期      | ISBN                   |
| ---- | ------ | -------------- | ---------------------- | ---------- | ------------- | ---------------------- |
| 1    |        | 2016年12月31日 | ISBN 978-4-08-880890-1 | 赤色之雷   | 2018年9月10日 | ISBN 978-986-356-584-0 |
| 2    |        | 2017年3月3日   | ISBN 978-4-08-881027-0 | 遺灰       | 2019年3月21日 | ISBN 978-986-356-769-1 |

## 外部連結
- 『レッドスプライト』 - 集英社《週刊少年Jump》官方網站 （页面存档备份，存于）